# Varsói csata (1939)
Varsó 1939-es ostroma a második világháború első szakaszának, a lengyelországi hadjáratnak része, ami szeptember 15-től szeptember 27-ig tartott, amikor a város katonai parancsnoka a megadás mellett döntött, de csak október 6-án szűnt meg az összes ellenállás.
A német hadsereg nem kockáztatta meg az utcai harcokat, ami sok emberáldozattal járt volna, ezért először ágyúzásnak és bombázásnak vetette alá Varsót. Elsősorban a közművek elpusztítása volt a célja a hadseregnek.

## Előzmények
Hitler első terve szerint 1939. augusztus 26-a lesz Lengyelország megtámadásának napja, de ez a 25-én aláírt brit–lengyel egyezmény és Benito Mussolini bejelentése miatt, ami azt tartalmazta, hogy még nem készült fel Olaszország a háborúra, el kellett halasztani a támadást. A második, végleges terv szerint a támadás szeptember 1-jén hajnalban fog történni.
Az invázió a második terv szerint, hajnali négy óra 45 perckor megindult. Először az SMS Schleswig-Holstein csatahajó kezdte el ágyúzni a Danzig közelében levő Westerplatte-félsziget lengyel helyőrségét (westerplattei csata). Utána pár perccel a német légierő elindult főként a lengyel repülőterek felé. Később a páncélosok és a tüzérség is átlépte a határt. A lengyeleknek nem volt sok esélyük a német villámháborús taktikával szemben. Szeptember 3-án Nagy-Britannia és Franciaország hadat üzent Németországnak, amely bátorítást adott a lengyeleknek. Rövid idő alatt a német haderő szétbombázta az üzemanyag-tárolókat, lebombázta a főbb lengyel repülőtereket és gyorsan előrenyomult, széttörve a lengyel védelmi vonalat több városon keresztül, ez egyre jobban fenyegette Varsót.

## A csata
A német csapatok már szeptember 8-án támadtak Varsó külvárosaira, de a város igazi ostroma csak szeptember 15-én kezdődött. A lengyel főváros nem kapitulált, így a németek kíméletlen bombázásnak és ágyúzásnak vetették alá. A csata közben elsősorban a városi közművek elpusztítása volt a cél.
Az ostrom idején a lengyelek kitartottak, mivel azt remélték, hogy a nyugati szövetségesek megindítják a támadást Németország felé. A franciák el is indultak, de nem mentek tovább a Maginot-vonal ágyúinak lőtávolságán túl, az angolok pedig nem voltak abban a helyzetben, hogy bármit is tegyenek. A lengyel haderő addig harcolt, amíg volt szabad területe.
Kelet felől szeptember 17-én megindult a szovjet támadás is, a Molotov–Ribbentrop-paktum következményeként. A lengyelek maradék hadereje már tehetetlen volt a két irányból támadó hatalmas hadseregekkel szemben, a szovjet és a német csapatok 19-én már találkoztak egymással Brześć nad Bugiemnél, a Nyugati-Bug folyó mentén. A fogság elől menekülő lengyelek a semleges Románia és Magyarország felé kezdtek visszavonulni. Ekkor már csak Varsó és a modlini erőd tartott ki. A németeknek sikerült a közművek tönkretétele, így Varsó lakosságának szenvedése egyre jobban nőtt. Végül a város katonai parancsnoka 1939. szeptember 27-én megadta Varsó városát, Modlin pedig egy nappal később, 28-án esett el. Lengyelországon belül október 6-ra minden védekező ellenállás megszűnt.

## Következmények

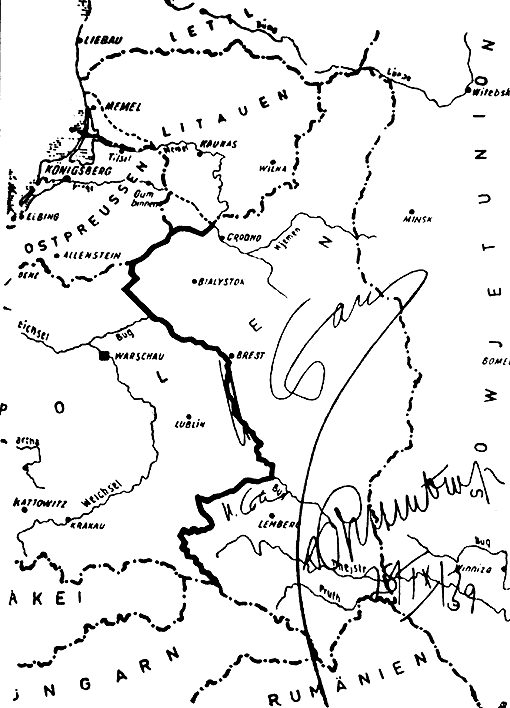
Az új határ Sztálin és Ribbentrop aláírásával

Varsó ostroma után két részre oszlott az ország. Szovjetunió kapta meg a keleti határtól a Nyugati-Bug folyóig fekvő területeket, az ettől nyugatra eső országrész pedig német terület lett. A győzelem után a német csapatokat nyugatra irányították a Hollandia és Franciaország elleni támadás miatt.
A szovjetek az ostrom után Finnország felé nyomultak.